# Copa Pilsener de Fútbol Playa
La Copa Pilsener es un torneo de fútbol playa organizado por la Federación Salvadoreña de Fútbol (FESFUT)  y avalado por Beach Soccer Worldwide (BSWW). El campeonato se desarrolla en el Estadio Nacional de la Costa del Sol ubicado en esta playa de San Luis La Herradura, departamento de La Paz.

## Sistema de competencia
El sistema de competencia del torneo es de todos contra todos, en el cual los equipos se enfrentan en una única oportunidad. El campeón se decidirá por la mayor cantidad de puntos obtenidos al finalizar las tres jornadas siguiendo las reglas que establecen las normativas para campeonatos internacionales: 3 puntos por partido ganado en tiempo regular, 2 puntos por partido ganado en prórroga, 1 punto por partido ganado en tanda de penaltis. En caso de empates en puntos se definirán las posiciones por la mayor diferencia entre goles anotados y goles recibidos de las selecciones empatadas, de persistir el empate se hará la definición por el encuentro particular entre las selecciones en disputa.

## Resultados
| Año          | Sede                  | Campeón   | Final Resultado | Subcampeón  | Tercer lugar | Resultado | Cuarto lugar   |
| ------------ | --------------------- | --------- | --------------- | ----------- | ------------ | --------- | -------------- |
| 2012 Detalle | San Luis La Herradura | Guatemala | liga            | El Salvador | Uruguay      | liga      | Costa Rica     |
| 2013 Detalle | San Luis La Herradura | Paraguay  | liga            | El Salvador | Costa Rica   | liga      | España         |
| 2014 Detalle | San Luis La Herradura | Brasil    | liga            | Suiza       | El Salvador  | liga      | Inglaterra     |
| 2016 Detalle | San Luis La Herradura | Portugal  | liga            | El Salvador | Argentina    | liga      | Estados Unidos |
| 2017 Detalle | San Luis La Herradura | Tahití    | liga            | Panamá      | El Salvador  | liga      | Ecuador        |

## Palmarés
| Equipo         | Campeón  | Subcampeón           | Tercer lugar   | Cuarto lugar |
| -------------- | -------- | -------------------- | -------------- | ------------ |
| Guatemala      | 1 (2012) |                      |                |              |
| Paraguay       | 1 (2013) |                      |                |              |
| Brasil         | 1 (2014) |                      |                |              |
| Portugal       | 1 (2016) |                      |                |              |
| Tahití         | 1 (2017) |                      |                |              |
| El Salvador    |          | 3 (2012, 2013, 2016) | 2 (2014, 2017) |              |
| Suiza          |          | 1 (2014)             |                |              |
| Panamá         |          | 1 (2017)             |                |              |
| Costa Rica     |          |                      | 1 (2013        | 1 (2012)     |
| Uruguay        |          |                      | 1 (2012)       |              |
| Argentina      |          |                      | 1 (2016)       |              |
| España         |          |                      |                | 1 (2013)     |
| Inglaterra     |          |                      |                | 1 (2014)     |
| Estados Unidos |          |                      |                | 1 (2016)     |
| Ecuador        |          |                      |                | 1 (2017)     |

## Goleadores
| Temporada | Jugador                                      | Club               | Goles     |
| --------- | -------------------------------------------- | ------------------ | --------- |
| 2012-2013 | Sin datos                                    | Sin datos          | Sin datos |
| 2014      | Mauricinho José Agustín Ruiz Frank Velásquez | Brasil El Salvador | 6         |
| 2016      | Jordan Santos                                | Portugal           | 4         |
| 2017      | Patrick Tepa Teva Zaveroni                   | Tahití             | 5         |